# Rådmand
En rådmand er politisk leder af en magistratsafdeling eller forvaltning i en kommune. Det er kun de større kommuner: Århus, Odense, og Aalborg, der bruger rådmandstitlen. Lederen af magistraten (magistratsafdelingerne under ét) og byrådet er borgmesteren. Rådmandshvervet er lønnet.
Frederiksberg Kommune bruger rådmandstitlen anderledes. Her drejer det sig om medlemmerne af økonomiudvalget, som samtidig kaldes magistraten.
Københavns Magistrat havde borgmestre samt rådmænd indtil 1970, hvor rådmændene blev afskaffet ved kommunalreformen. Derudover havde de københavnske omegnskommuner, der havde opnået den såkaldte "Gentofte-status" også rådmænd frem til 1970.
I tidligere tider også benævnt som oldermand[kilde mangler].
I mindre kommuner varetages tilsvarende funktioner af formændene for de politiske udvalg under byrådene. I København svarer fagborgmestrene mere eller mindre til rådmændene.